# Peyrefitte-sur-l’Hers
Peyrefitte-sur-l’Hers település Franciaországban, Aude megyében. Lakosainak száma 76 fő (2022. január 1.). Peyrefitte-sur-l’Hers Mayreville, Mézerville, Montauriol, Payra-sur-l’Hers, Sainte-Camelle és Saint-Sernin községekkel határos.

## Népesség
A település népessége az elmúlt években az alábbi módon változott:
| Lakosok száma | 64   | 64   | 56   | 70   | 76   | 75   | 75   | 77   | 78   | 76   |
|               | 1968 | 1982 | 1990 | 2006 | 2013 | 2015 | 2017 | 2019 | 2020 | 2022 |